# Portaratrum fascinatus
Portaratrum fascinatus is een naaldkreeftjessoort uit de familie van de Colletteidae. De wetenschappelijke naam van de soort is voor het eerst geldig gepubliceerd in 2003 door Guerrero-Kommritz.